# El vidente (telenovela)
El vidente fue una telenovela argentina emitida en 1986 por (Canal 9), protagonizada por Arnaldo André y Gigí Ruá. 

## Guion
Estuvo dirigida por Tato Pfleger y el guion es de Celia Alcántara y Raúl Lecouna, autores prolíficos en telenovelas de los 70, 80 y 90.

## Elenco
Integraron el elenco de la telenovela:
- Graciela Stefani
- Katja Alemann

- Marcelo Dos Santos
- Boris Rubaja
- Mónica Vehil
- Liria Marín
- Patricia Linares
- Gustavo Ross
- Roberto Antier
- Emilia Mazer
- Margarita Ros
- Alejandro Escudero
- Gabriela Peret
- Esther Goris
- Dora Prince
- Duilio Marzio
- Reina Reech
- Jorge Sassi

Dirección: Tato Pfleger
- Datos: Q5827083